# Josef Váňa
Josef Váňa (ur. 20 października 1952, Slopné) – czeski dżokej i trener, rekordzista pod względem zwycięstw w Wielkiej Pardubickiej. Wygrał ją ośmiokrotnie jako dżokej (w latach 1987, 1988, 1989 i 1991 – na koniu Železník, w 1997 – na koniu Vronsky oraz w latach 2009, 2010 i 2011 na koniu polskiej hodowli Tiumen) i dziewięciokrotnie jako trener. Przez ostatnich dwadzieścia lat Josef Váňa nie wziął udziału jedynie w dwóch edycjach Wielkiej Pardubickiej. W 2009 Josef Váňa został odznaczony Medalem Za Zasługi II stopnia. Zwycięstwa na Tiumenie to pierwszy taki sukces polskiego konia w Wielkiej Pardubickiej.